# Edificio y fábrica Buch
El edificio y fábrica Buch se encuentra situado en la calle Quart número 114 y calle San Jacinto números 1 y 3 de la ciudad de Valencia (España). Es una obra del arquitecto Luis Albert Ballesteros que data de 1938.

## Edificio
El edificio es un proyecto del arquitecto valenciano Luis Albert Ballesteros iniciado en 1935 y finalizado en 1938. Fue construido a instancias del cónsul alemán en Valencia, Máximo Buch, para albergar una fábrica de cepillos y un edificio de oficinas y viviendas.
Se halla en un solar rectangular que recae a dos calles paralelas y está considerada como la obra arquitectónica más próxima en Valencia a la línea racionalista del GATEPAC. Es una de las obras más destacadas del racionalismo valenciano.
La fábrica Buch se encuentra en la calle San Jacinto números 1 y 3. Consta de dos plantas de altura y ocupa parte de las dos fachadas y el patio central del solar. El edificio de viviendas tiene fachada a la calle Quart número 114. Consta de planta baja y cinco alturas. La planta baja y la primera plantas fueron destinadas a las oficinas de la fábrica Buch. Las cuatro plantas restantes y el ático fueron concebidas como viviendas. 
Actualmente el edificio de viviendas mantiene su uso residencial. La fábrica Buch y las oficinas fueron rehabilitadas por los arquitectos Soledad Candela y José E. Mortes y hoy en día albergan una escuela de arte y diseño.